# Pandia (satelit)
Pandia /'pan.dia/, cunoscut și sub numele de Jupiter LXV, cunoscut inițial ca S/2017 J 4, este un satelit natural exterior al lui Jupiter, de 3 kilometri (1,9 mi) în diametru, 1,5 kilometri (0,93 mi) în rază.

## Descoperire

Imagini de predescoperire ale Pandiei (centrate) de către CFHT la 28 februarie 2003

Pandia a fost descoperită de Scott S. Sheppard și echipa sa pe 23 martie 2017, dar nu a fost anunțată până pe 17 iulie 2018 printr-un Minor Planet Electronic Circular⁠(d) de la Minor Planet Center . 

## Nume
Satelitul a fost numit în 2019 după Pandia (Πανδία Pandīa ), zeița greacă a lunii pline, fiica lui Zeus și a Selenei .  Pandia a fost printre cele mai populare sugestii într-un concurs de denumire organizat de Institutul Carnegie pe Twitter, cea mai semnificativă propunere venind de la clubul de astronomie al Școlii Lanivet din Cornwall, Regatul Unit, care a fost trimisă în numele lor de către utilizatorul „@emmabray182”. Ei au ales Pandia pentru că mascota școlii lor este un panda, iar satul lor local obișnuia să furnizeze bambus pentru un panda la Grădina Zoologică din Londra .   
Aparține grupului  exterior prograd Himalia, cărora li se dau nume care se termină în a .

## Orbită
Orbitează pe o semiaxă mare de aproximativ 11.525.000 kilometri (7.161.000 mi) cu o înclinare de aproximativ 28,15°. 